# Tamás Bakócz
Tamás Bakócz (ur. 1442 w Erdődzie, zm. 11 czerwca 1521 w Ostrzyhomiu) – węgierski duchowny, polityk, łaciński patriarcha Konstantynopola, prymas Węgier, arcybiskup metropolita ostrzyhomski, kardynał.

## Życiorys
Syn chłopa poddanego zostawszy sekretarzem króla Macieja Korwina, otrzymał szlachectwo. Przyczynił się do wybrania na króla Władysława Jagiellończyka. Od 1490 roku piastował urząd kanclerza królestwa węgierskiego. Był kolejno biskupem Győr (1487-97), Eger (1491-97), arcybiskupem Ostrzyhomia i prymasem Węgier (od grudnia 1497), kardynałem prezbiterem Santi Silvestro e Martino ai Monti (od 1500), tytularnym patriarchą Konstantynopola (od 1507) i archiprezbiterem Kolegium Kardynałów (od listopada 1511).
W 1513 roku został legatem papieskim na Węgrzech i ogłosił wojnę krzyżową przeciw Imperium Osmańskiemu, lecz zebrane przez niego wojska zwróciły się pod dowództwem Jerzego Doży przeciw szlachcie, co spowodowało wojnę domową, którą zakończył dopiero Jan Zápolya w 1517 roku.